# Antena Yagi

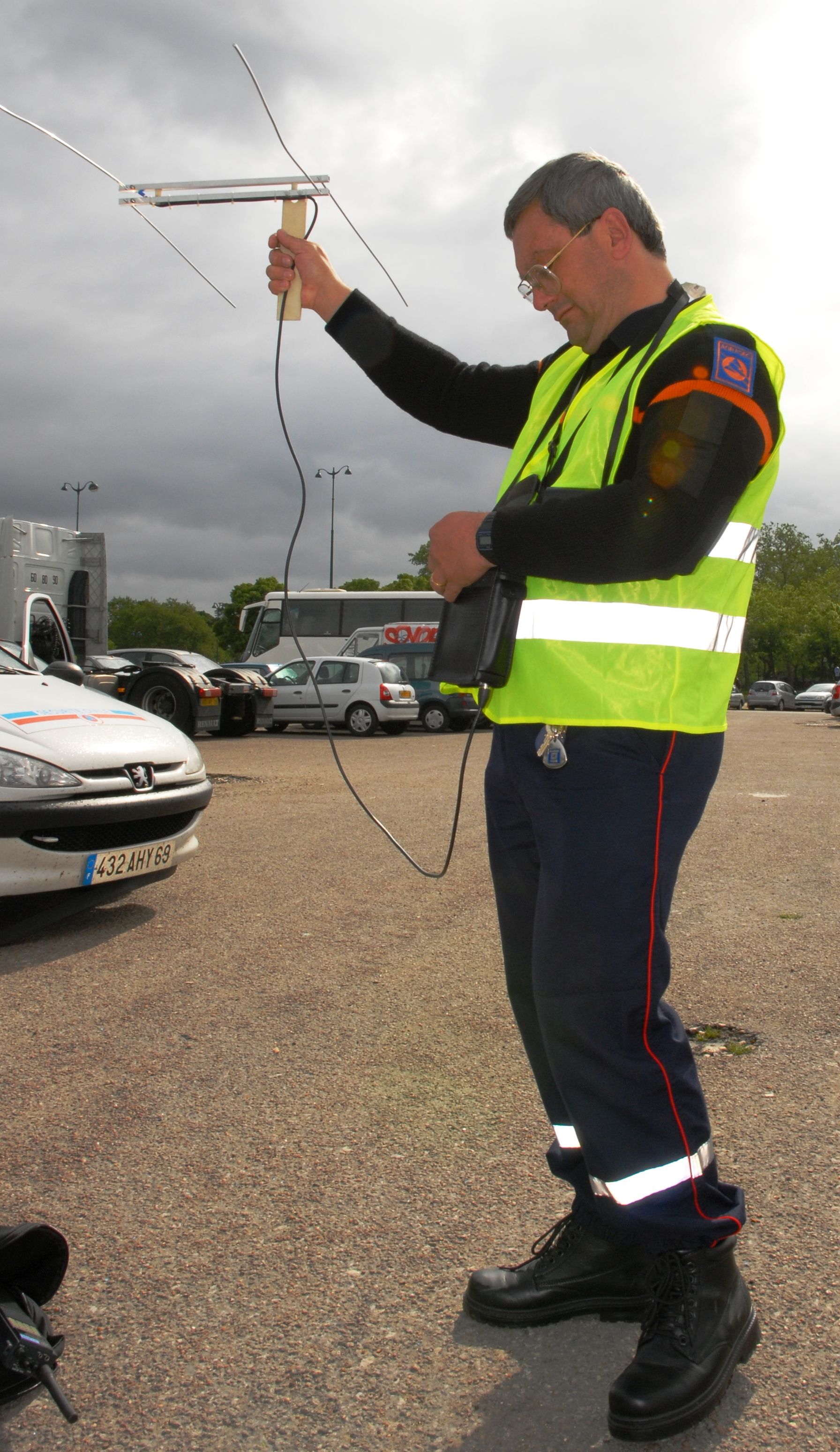
Antena Yagi

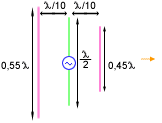
Antena Yagi-Uda. Da esquerda para direita: elemento refletor, elemento ativo, elemento diretor.

Antena Yagi-Uda ou simplesmente Yagi é uma antena direcional utilizada para captação de ondas de rádio, radares e até mesmo Wi-Fi. A antena constitui-se de um elemento ativo (dipolo) e elementos parasitas. Um dos elementos parasitas é o refletor que é geralmente 5% mais longo. Os outros elementos irão funcionar como elementos diretores. 

## Histórico
A antena foi desenvolvida por Hidetsugu Yagi, professor da Universidade de Tohoku, Japão, e por seu colega e assistente Shintaru Uda.

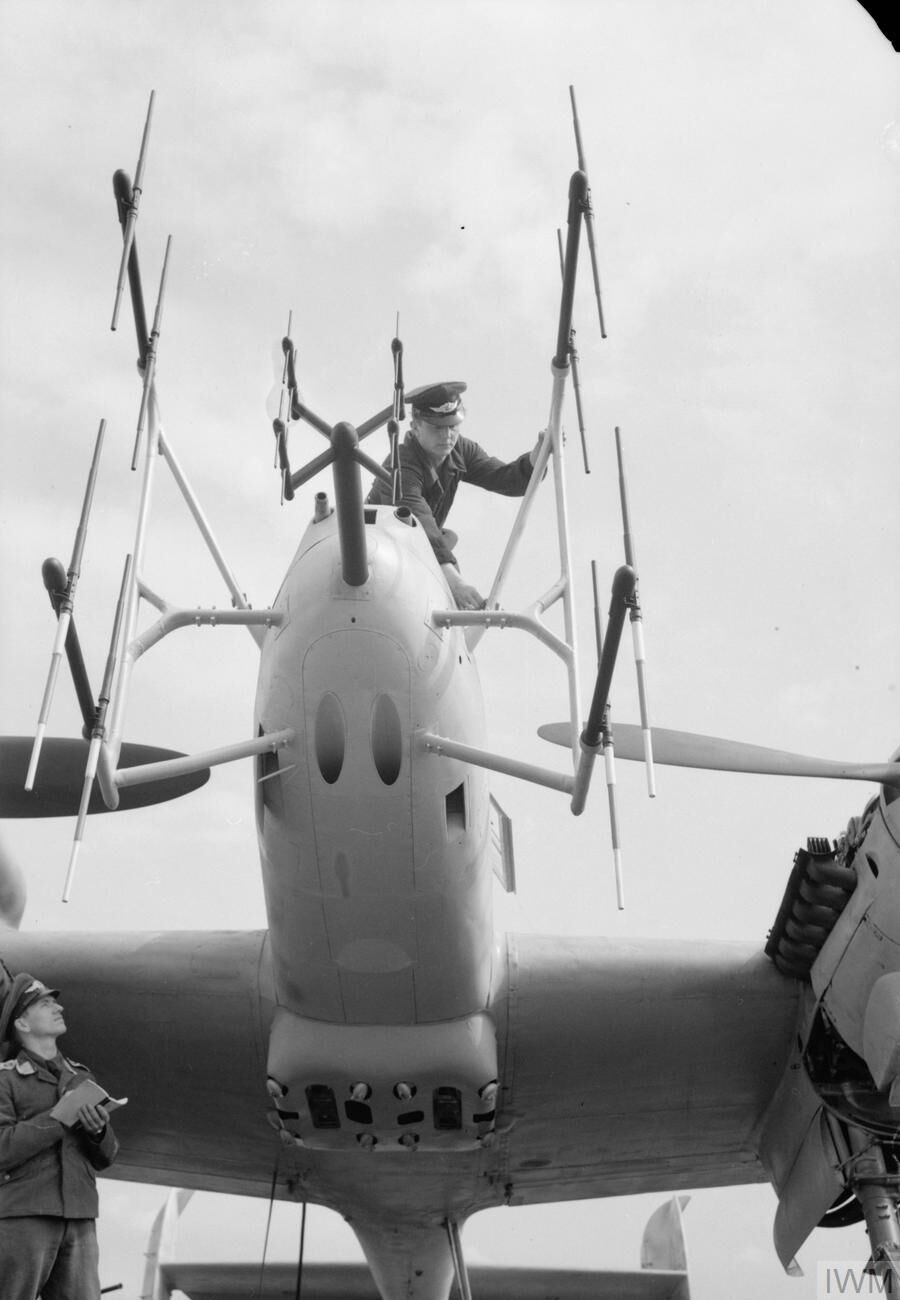
Quarteto de arranjos Yagi de dois dipolos (Hirschgeweih) do radar alemão de

Yagi publicou a primeira referência em inglês em um artigo de pesquisa de 1928 sobre a pesquisa de ondas curtas no Japão e tornou-se associado ao seu nome. 
As antenas Yagi foram amplamente utilizadas pela primeira vez durante a Segunda Guerra Mundial em sistemas de radar por japoneses, alemães, britânicos e americanos.
Após a guerra, eles viram um grande desenvolvimento como antenas de televisão domésticas . A antena Yagi-Uda é caracterizada por um arranjo de elementos, composto por: um elemento refletor, um elemento radiante e um ou mais elementos diretores. A alimentação da antena é feita no elemento radiante, que por sua vez é o único elemento ativo do arranjo. 
Na literatura encontra-se o termo “driven element” para referenciar o elemento ativo e na maioria das antenas Yagi Uda é utilizado um dipolo simples ou um folded dipole como elemento radiante. Em português, o folded dipole é chamado de dipolo dobrado.

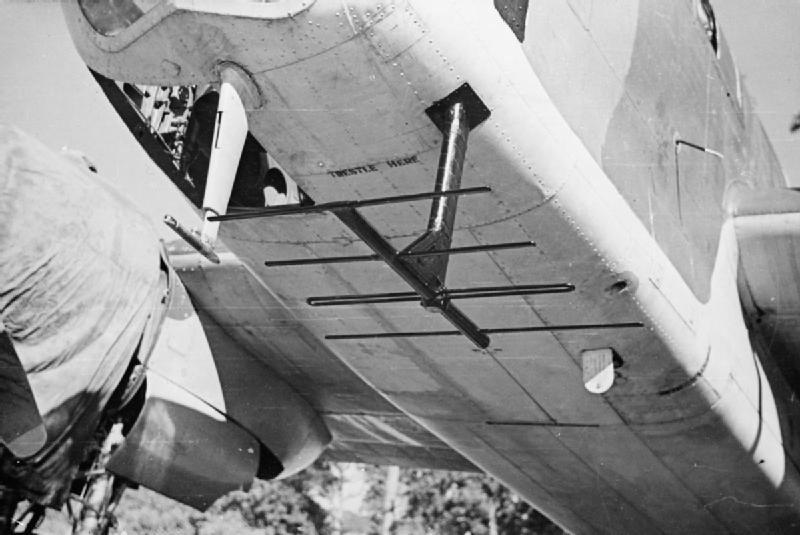
Close dos arranjos Yagi do radar ASV Mark II instalado sob

As Antenas Yagi Uda, foi aceito na Europa e América do Norte, onde foi incorporado a produção comercial, de sistemas de transmissão, TV e outros.

## Descrição
Uma antena YAGI consiste de N elementos cilíndricos dispostos paralelamente, no qual o segundo elemento e o excitador que alimentado por uma tensão externa por este motivo chamado de elemento irradiante. Os demais elementos são parasitas sendo o primeiro o refletor e os demais são elementos diretores.
As antenas YAGI UDA operam em diversas faixas de comprimentos de ondas
- HF (3-30 MHZ)
- VHF (30-300 MHZ)

- UHF (300-3000 MHZ)

Este tipo de antena constitui-se de um dipolo de meia onda. A construção desse tipo de antena segue da seguinte maneira os elementos, são dispostos sobre uma haste de metal que e o braço da antena ocorre da seguinte maneira o elemento refletor e construído de forma a ter um comprimento um pouco maior que o elemento excitador (irradiante). 

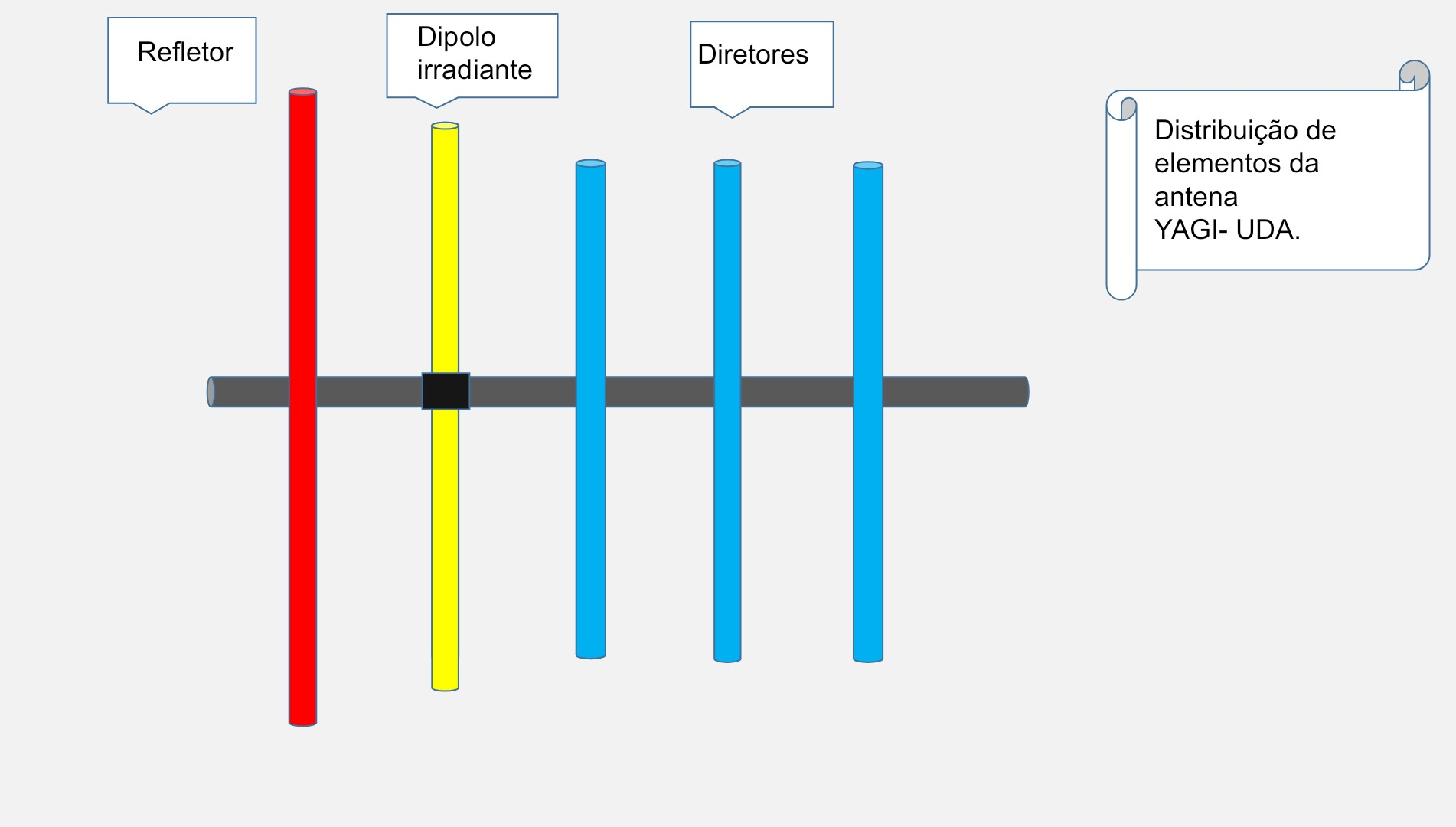
construção de uma antena yagi

Para acomodar a reatância indutiva causada pelo acoplamento mútuo devido ao espaçamento de 0,25 λ entre os elementos do refletor e excitador os outros elementos que compõem a antena, são os diretores são menores que o elemento excitador e são espaçados por uma distancia maior que que o refletor, tipicamente de 0,37 λ . Fazendo com que esses elementos comporte-se de forma capacitiva ,sendo assim funcionando como elementos diretores de sinal.
Características a ser observadas para construção de um projeto de
antena YAGI UDA são:
- Elevada diretividade ou ganho de (10 a 20 Db )
- Baixa impedância de entrada ( Z in 75 Ω )
- Ângulo de meia potencia estreito (menor que 60 ° )
- Alta relação frente costas (acima de 13 Db)

Propriedades relacionadas a disposição e dimensões dos elementos.

## Teoria da operação
- Refletor:                                                                                                                                                                                                                                          E o maior elemento parasitário localizado atrás do elemento irradiante possui uma distancia entre 0,1 λ a 0,25 λ .

- Elemento irradiante (fonte alimentadora) :                                                                                                                                                                                          O elemento irradiante e o dipolo ou ressonante , tem seu comprimento de onda entre 0,45 λ a 0,49 λ da frequência requerida aplicada no ponto de alimentação, no qual e 5% menor que o refletor. E o comprimento  deste influencia em todas as características da antena.
- Elemento diretor:                                                                                                                                                                                                                  E o menor elemento parasitário em torno 5% menor que o elemento irradiante e as antenas são compostas por N elementos diretores e seus  comprimento variam entre 0,4 λ a 0,45 λ .Variação depende entre as quantidades de elementos e espaçamentos entre eles ,largura de banda  e diâmetro destes, à separação entre os diretores variam entre 0,3 λ a 0,4 λ .

### Verificação de desempenho de uma antena YAGI-UDA
- Diagramação de irradiação:                                                                                                                                                                                                    Uma importantíssima característica a ser observada e o diagrama de irradiação pois nela esta contida o mapeamento gráfico de uma antena  das propriedades irradiantes, ou seja mostra a energia irradiada que se distribui pelo espaço tridimensional ao redor de uma estrutura na  condição de um campo distante. O diagrama de uma antena de meia onda tem formato toroidal ,sendo  assim a sua irradiação se da na direção norte, sul, leste, oeste, porem de forma desigual acima e abaixo da antena sendo assim direcional.
- Impedância de entrada:                                                                                                                                                                                                                         A impedância de entrada de uma antena (elemento irradiante), e definida pela impedância nos terminais da antena ou razão entre tensão e corrente.
- Largura de banda:                                                                                                                                                                                                                  A largura de banda para uma antena pode ser definida como o espectro de frequências dentro do qual seu desempenho, em relação a algumas  características, que concordam com um conjunto de especificações.
- Diretividade:                                                                                                                                                                                                                         A Diretividade e a sensibilidade em captar ou irradiar sinais numa dada direção a diretividade de uma antena de dipolo de meia onda bidirecional.
- Ganho:                                                                                                                                                                                                                                        E outra propriedade importante de uma antena relativa a sua transmissão ou recepção, e uma propriedade comparativa da potência de uma antena em relação a antena de dipolo padrão nas mesmas condições e frequências e expressa em decibéis .

## Análise

demonstração de interferencia construtiva e interferencia destrutiva.

As antenas possuem configurações para somente receber ou transmitir sinais, e também pode desempenhar as duas funções. Este processo acontece da seguinte maneira, no caso da emissão, uma corrente elétrica alternada e produzida pelo transmissor tem sua intensidade variando no tempo. Esta corrente faz com que os elétrons e prótons oscile ao longo do condutor, e essa oscilação faz com que produza um campo eletromagnético ressonante, estas ondas produzidas são emitidas através do espaço.
No caso da recepção, a antena funciona da mesma forma que deste. No entanto, com diversos tipos de ondas que cada antena emite, a antena somente, irá captar apenas as ondas que estão na faixa de frequência programada. A onda ao chegar em uma antena receptora, a onda induz uma corrente alternada, que oscilara em frequência idêntica a sua emissora. Se a corrente que gerou a onda na antena transmissora, ela pode ser amplificada no receptor.                                                

Com a imissão da onda pelo elemento radiante na direção dos diretores, estas ondas são individuais e emitidas com atraso de fase que organizam em parte, portanto se somam para frente com interferência construtiva. Enquanto as ondas no refletor são emitidas para atrás e estão fora de fase interferência destrutiva. Portanto esta antena e direcional pode ser configurada na horizontal ou na vertical.

funcionamento do dipolo irradiante.

## Design
Atualmente as antenas Yagi ainda são utilizadas para recepção de radiofrequências e amplamente utilizadas para receber sinais de televisão e telefonia, operando na faixa VHF (Very High Frequency) e UHF (Ultra High Frequency) e também usadas por radioamadores. Além disso, após o surgimento da tecnologia Wireless, a antena Yagi também foi adotada como meio de se conseguir uma melhor comunicação em longas distâncias.
Com as antenas As antenas omnidirecionais são amplamente utilizadas para transmissão de rádio e em dispositivos móveis que usam rádio, como telefones celulares, rádios FM, walkie-talkies, redes de computadores sem fio, telefones sem fio, GPS, bem como para estações base que se comunicam com rádios móveis.
E também tem grande aplicação na área da biologia pelo método da telemetria que refere-se às metodologias que utilizam o princípio da rádio transmissão para quantificar fenômenos biológicos, à distância. O rádio na automação industrial cumpre o papel de transmitir dados em situações de longa distância. É muito útil em ambientes de difícil acesso, como no caso dos poços de petróleo terrestre. Os rádios de telecomunicações colaboram para o aumento da segurança e promovem ganhos operacionais, além de atender requisitos como integridade e disponibilidade. 